# Politiezone Tongeren/Herstappe
De Politiezone Tongeren/Herstappe (zonenummer 5380) is een voormalige Belgische politiezone, gelegen in het zuiden van de provincie Limburg. De zone had een totale oppervlakte van 88,91 km² en bestond uit de stad Tongeren en de gemeente Herstappe.
De zone werd omringd door de politiezones Bilzen/Hoeselt/Riemst in het noordoosten, Basse Meuse in het zuidoosten, Grâce-Hollogne/Awans in het zuiden, Hesbaye in het zuidwesten en Kanton Borgloon in het westen. De politiezone Tongeren - Herstappe maakte deel uit van het gerechtelijk arrondissement Limburg.
De politiezone werd geleid door de korpschef Geert Luypaert, nadat Tony Verlackt eind 2018 op pensioen is gegaan.
Het hoofdcommissariaat van de politiezone was gelegen te Tongeren aan de Blaarstraat 99/4
Op 1 januari 2025 fuseerden de steden Tongeren en Borgloon tot de fusiestad Tongeren-Borgloon. Doordat beide steden deel uitmaakten van een andere politiezone, volgde een fusie met PZ Kanton Borgloon tot PZ Haspengouw. 

## Wijkindelingen
De politiezone was opgedeeld in negen wijken:
- Wijk Berg - Mal - Sluizen - Ketsingen
- Wijk Centrum
- Wijk Henis - Elderen
- Wijk Koninksem - Lauw
- Wijk Nieuw-Tongeren
- Wijk Piringen - Widooie
- Wijk Riksingen - Overrepen - Neerrepen
- Wijk Rutten - Wildbroek - Offelken
- Wijk Vreren - Nerem - Diets-Heur